# منتخب كوريا الشمالية لكرة القدم
منتخب كوريا الشمالية لكرة القدم (بالكورية: 북한 축구 국가대표팀) هو الممثل الرسمي لجمهورية كوريا الديمقراطية الشعبية في رياضة كرة القدم، ويشرف عليه اتحاد كوريا الشمالية لكرة القدم المتأسس في عام 1945، والتي تسمى رسمياً لدى فيفا والاتحاد الآسيوي لكرة القدم (منتخب كوريا الديمقراطية لكرة القدم).
سبق لكوريا الشمالية أن تأهلت مرتين إلى بطولة كأس العالم:
- المشاركة الأولى كانت في كأس العالم بإنجلترا 1966، عندما بلغ المنتخب الكوري الشمالي الدور ربع النهائي قبل أن يودع البطولة بخسارته 3-5 على يد نظيره البرتغالي.
- المشاركة الثانية كانت في كأس العالم بجنوب أفريقيا 2010، لم يستطع المنتخب الكوري الشمالي أن يتجاوز دور المجموعات بعد أن أوقعته القرعة في مجموعة الموت إلى جانب البرازيل والبرتغال وكوت ديفوار.

## كأس العالم
تأهل منتخب كوريا الشمالية إلى كأس العالم لكرة القدم 1966 في إنجلترا للمرة الأولى على التوالي، وكان الفوز التاريخي للمنتخب الكوري الشمالي 1-0 على حساب نظيره الإيطالي قبل أن يخرج من الدور الثاني بخسارته 3-5 على يد نظيره البرتغالي.
وبعد التعادل السلبي بين المنتخب السعودي ونظيره الكوري الشمالي على ملعب الملك فهد الدولي في الرياض، أعلن الكوريون الشماليون تأهلهم إلى نهائيات كأس العالم لكرة القدم 2010 في جنوب أفريقيا للمرة الثانية في تاريخهم بعد 43 عاماً من الضياع.

### تاريخ مشاركات المنتخب الكوري الشمالي في بطولةكأس العالم

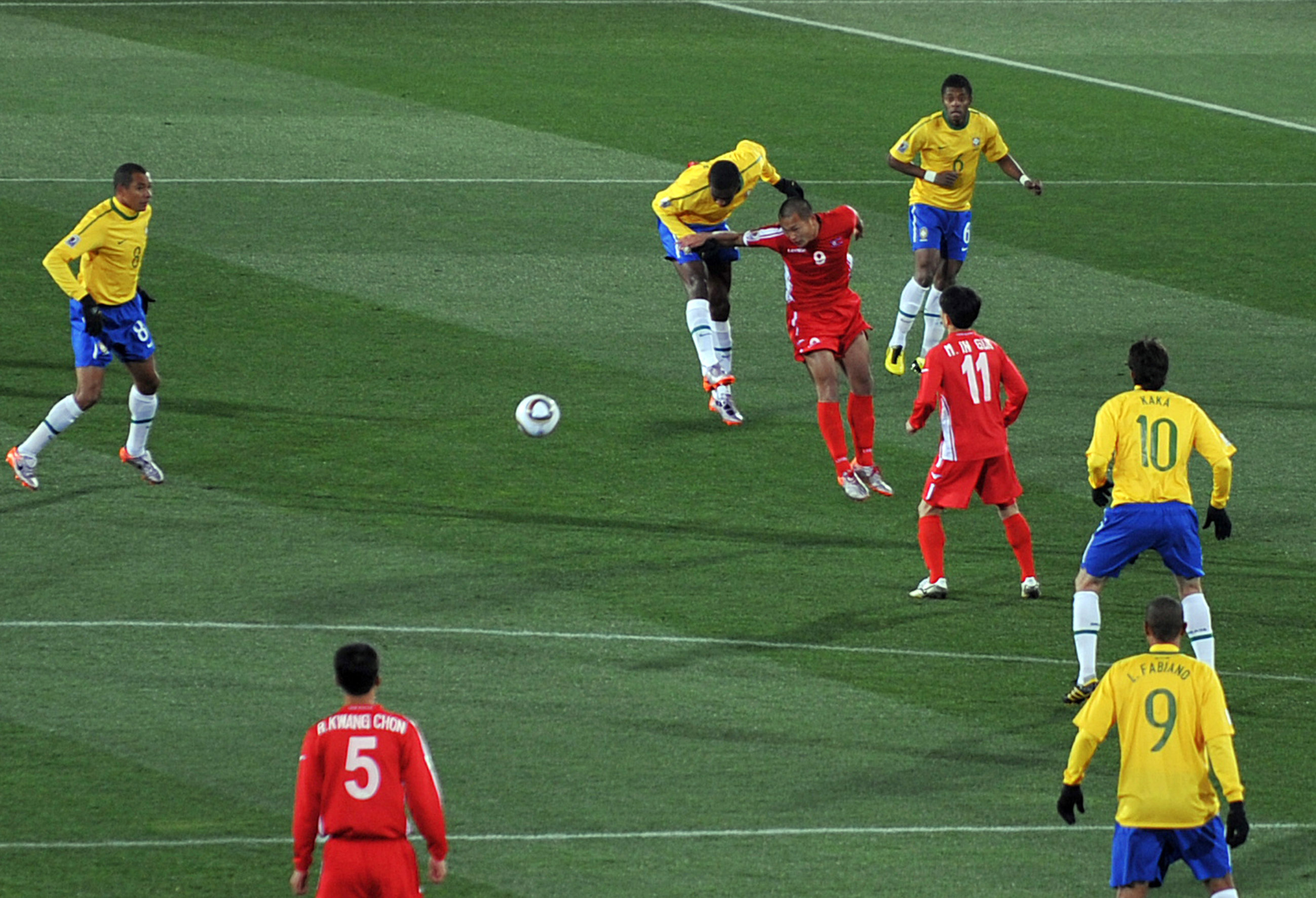
منتخب كوريا الشمالية في مباراتها مع البرازيل لنهائيات كأس العالم 2010 بجنوب افريقيا

ما بين عامي 1930-1938, فشلت كوريا الشمالية في دخولها للمشاركة في كأس العالم بسبب الاحتلال الياباني ومن الجدير ذكره أن كوريا اعتبرت نفسها جزءاً من الإمبراطورية اليابانية.
- 1950 إلى 1962 لم تدخل المشاركة في التصفيات
- 1966 : تأهلت إلى ربع الثاني
- 1970 : انسحبت
- 1974 : شاركت في التصفيات لكنها لم تتأهل للنهائيات
- 1978 : انسحبت
- 1982 حتى عام 1994 : لم تتأهل للنهائيات.
- 1998 : لم تدخل المشاركة
- 2002 : لم تدخل المشاركة
- 2006 : لم تتأهل للنهائيات
- 2010 : دور المجموعات
- 2014 : لم تتأهل للنهائيات
- 2018 : لم تتأهل للنهائيات
- 2022 :انسحبت من التصفيات بسبب جائحة فيروس كورونا.[3]

## كأس الأمم الآسيوية
- 1956 حتى 1972 : لم يكن عضواً في الاتحاد الآسيوي
- 1976 : انسحب بعد التأهل
- 1980 : المركز الرابع
- 1984 : لم يشارك
- 1988 : لم يتأهل
- 1992 : دور المجموعات
- 1996 : لم يشارك
- 2000 : لم يتأهل
- 2004 : لم يتأهل
- 2007 : مُنع من المشاركة
- 2011 : دور المجموعات
- 2015 : دور المجموعات
- 2019 : دور المجموعات
- 2023 : انسحب من التصفيات

## وصلات خارجية
- قائمة بيانات المنتخب من الموقع الرسمي للفيفا باللغة العربية